# Чилипи
Чилипи (на хърватски: Čilipi) е село в Хърватия, разположено в община Конавле, Дубровнишко-неретванска жупания. Намира се на 130 метра надморска височина. Населението му според преброяването през 2011 г. е 933 души. При преброяването на населението през 1991 г. има 867 жители, от тях 816 (94,11 %) хървати, 13 (1,49 %) сърби, 7 (0,80 %) черногорци, 3 (0,34 %) югославяни, 2 (0,23 %) мюсюлмани, 2 (0,23 %) германци, 9 (1,03 %) други, 8 (0,92 %) неопределени и 7 (0,80 %) неизвестни.

## Население
Численост на населението според преброяванията през годините:
- 1857 – 867 души
- 1869 – 822 души
- 1880 – 821 души
- 1890 – 889 души
- 1900 – 860 души
- 1910 – 844 души
- 1921 – 813 души
- 1931 – 871 души
- 1948 – 837 души
- 1953 – 802 души
- 1961 – 781 души
- 1971 – 771 души
- 1981 – 806 души
- 1991 – 867 души
- 2001 – 838 души
- 2011 – 933 души